# CSI 300 Index
De CSI 300 Index is een Chinese aandelenindex van de 300 grootste A-aandelen die worden verhandeld op de Shanghai Stock Exchange en de Shenzhen Stock Exchange. De index wordt onderhouden door de China Securities Index Company (CSI).

## Samenstelling
De index omvat 300 aandelen van bedrijven die een notering hebben op de twee belangrijkste effectenbeurzen van de Volksrepubliek China, van Shanghai en Shenzhen. Beide effectenbeurzen hebben hun eigen indices, bijvoorbeeld de SSE Composite Index, maar de CSI 300 Index neemt de 300 grootste bedrijven op, gemeten naar beurswaarde, van beide beurzen. 
De aandelen moeten minimaal drie maanden op een van de twee beurzen zijn genoteerd alvorens ze voor opname in de index in aanmerking komen. Er geldt op deze regel een uitzondering voor aandelen met een zeer hoog handelsvolume. Naast de marktkapitalisatie moeten de aandelen in de index ook behoren tot de bovenste helft van de A-aandelen wat betreft handelsvolume. Deze criteria zorgen ervoor dat alleen grote en zeer liquide aandelen in de index deelnemen.
De index werd vanaf 4 augustus 2008 dagelijks gepubliceerd, maar de basis ligt op 31 december 2004 en heeft als beginwaarde 1000.
Binnen de index is de financiële sector het grootst met een gewicht van 22% in februari 2024. De sector industrie staat met 18% op de tweede plaats gevolgd door consumentengoederen met 13% en informatie technologie met 12%.
Per 28 februari 2024 waren de vijf grootste aandelen van de index:
| Bedrijfsnaam                                   | Gewicht | Sector                         |
| ---------------------------------------------- | ------- | ------------------------------ |
| Kweichow Moutai Co Ltd                         | 6,0%    | Dagelijkse consumentengoederen |
| Ping An Insurance (Group) Company of China Ltd | 2,6%    | Verzekeringen                  |
| Contemporary Amperex Technology Co Ltd         | 2,4%    | Industrie                      |
| China Merchants Bank Co Ltd                    | 2,2%    | Bank                           |
| Midea Group Co Ltd                             | 1,7%    | Duurzame consumentengoederen   |

In de tabel hieronder staat het rendement per kalenderjaar van de index, gemeten in renminbi:
| Jaar | CSI 300 |  | Jaar | CSI 300 |
| ---- | ------- |  | ---- | ------- |
| 2010 | −12,5%  |  | 2020 | 27,2%   |
| 2011 | −25,0%  |  | 2021 | −5,2%   |
| 2012 | 7,5%    |  | 2022 | −21,6%  |
| 2013 | −7,7%   |  | 2023 | −11,4%  |
| 2014 | 51,7%   |  |      |         |
| 2015 | 5,6%    |  |      |         |
| 2016 | −11,3%  |  |      |         |
| 2017 | 21,8%   |  |      |         |
| 2018 | −25,3%  |  |      |         |
| 2019 | 36,1%   |  |      |         |